# Tiassé Koné
Tiassé Koné (Abidjan, 11 ottobre 1981) è un ex calciatore ivoriano, di ruolo portiere.

## Carriera

### Club
Ha giocato nel campionato ivoriano, russo e belga.

### Nazionale
Ha giocato la sua unica partita con la nazionale ivoriana nel 2008.

## Palmarès

### Club

#### Competizioni nazionali
- Campionato ivoriano: 1

Africa Sports: 2007
- Coppa della Costa d'Avorio: 2

Africa Sports: 2008
ASEC Mimosas: 2013